# Quận Lee, North Carolina
Quận Lee là một quận nằm ở tiểu bang Bắc Carolina.  Tại thời điểm năm 2000, quận có dân số 49.040 người. Quận lỵ đóng ở Sanford6.
Quận được lập năm 1907 từ các khu vực của quận Chatham, quận Moore và quận Harnett. Quận được đặt tên theo Robert E. Lee.

## Địa lý
Theo Cục điều tra dân số Hoa Kỳ, quận có tổng diện tích 259 dặm Anh vuông (672 km²), trong đó, 257 dặm Anh vuông (666 km²) là diện tích đất và 2 dặm Anh vuông (5 km²) trong tổng diện tích (0,80%) là diện tích mặt nước.

### Các thị trấn
Quận được chia thành 8 xã, được đặt tên theo cả số và chữ: 1 (Greenwood), 2 (Jonesboro), 3 (Cape Fear), 4 (Deep River), 5 (East Sanford), 6 (West Sanford), 7 (Pocket), và 8 (Tramway).

### Các quận giáp ranh
- Quận Chatham, Bắc Carolina - Bắc
- Quận Harnett, Bắc Carolina - Đông nam
- Quận Moore, Bắc Carolina - Tây nam

## Thông tin nhân khẩu
Theo cuộc điều tra dân số2 tiến hành năm 2000, quận này có dân số 49.040 người, 18.466 hộ, và 13.369 gia đình sinh sống trong quận này. Mật độ dân số là 191 người trên mỗi dặm Anh vuông (74/km²). Đã có 19,909 đơn vị nhà ở với một mật độ bình quân là 77 trên mỗi dặm Anh vuông (30/km²).  Cơ cấu chủng tộc của dân cư sinh sống tại quận này gồm 70,03% người da trắng, 20,46% người da đen hoặc người Mỹ gốc Phi, 0,42% người thổ dân châu Mỹ, 0,67% người gốc châu Á, 0,04% người các đảo Thái Bình Dương, 7,33% từ các chủng tộc khác, và 1,06% từ hai hay nhiều chủng tộc.  11,65% dân số là người Hispanic hoặc người Latin thuộc bất cứ chủng tộc nào.
In 2000 Có 18.466 hộ trong đó có 33,30% có con cái dưới tuổi 18 sống chung với họ, 54,30% là những cặp kết hôn sinh sống với nhau, 13,40% có một chủ hộ là nữ không có chồng sống cùng, và 27,60% là không gia đình. 23,50% trong tất cả các hộ gồm các cá nhân và 8,80% có người sinh sống một mình và có độ tuổi 65 tuổi hay già hơn.  Quy mô trung bình của hộ là 2,61 còn quy mô trung bình của gia đình là 3,05,
Phân bố độ tuổi của cư dân sinh sống trong huyện là 25,70% dưới độ tuổi 18, 9,00% từ 18 đến 24, 29,70% từ 25 đến 44, 22,70% từ 45 đến 64, và 12,90% người có độ tuổi 65 tuổi hay già hơn.  Độ tuổi trung bình là 36 tuổi. Cứ mỗi 100 nữ giới thì có 97,50 nam giới. Cứ mỗi 100 nữ giới có độ tuổi 18 và lớn hơn thì, có 95,00 nam giới.
Thu nhập bình quân của một hộ ở quận này là $38.900, và thu nhập bình quân của một gia đình ở quận này là $45.373, Nam giới có thu nhập bình quân $32.780 so với mức thu nhập $23.660 đối với nữ giới. Thu nhập bình quân đầu người của quận là $19,147, Khoảng 9,80% gia đình và 12,80% dân số sống dưới ngưỡng nghèo, bao gồm 16,50% những người có độ tuổi 18 và 12,20% là những người 65 tuổi hoặc già hơn.

## Thành phố và thị trấn
- Broadway
- Cumnock
- Sanford
- Lemon Springs
- Tramway